# Craspedosis tenuivirga
Craspedosis tenuivirga är en fjärilsart som beskrevs av Louis Beethoven Prout 1931. Craspedosis tenuivirga ingår i släktet Craspedosis och familjen mätare. Inga underarter finns listade i Catalogue of Life.